# 屈厄斯蒂·拉索宁
屈厄斯蒂·拉索宁（芬蘭語：Kyösti Laasonen，1945年9月27日—），芬兰男子射箭运动员。他曾代表芬兰参加1972年、1976年、1980年和1984年夏季奥林匹克运动会射箭比赛，获得一枚铜牌。